# سیارک ۱۶۹۷۳
سیارک ۱۶۹۷۳ (به انگلیسی: 16973 Gaspari، نامگذاری:1998WR19) شانزده هزار و نهصد و هفتاد و سومین سیارک کشف شده‌است که در ۲۳ نوامبر ۱۹۹۸ کشف شد.
قدر مطلق سیارک برابر ۱۷.۸ است.